# Eugenia xanthoxyloides
Eugenia xanthoxyloides är en myrtenväxtart som beskrevs av Jacques Cambessèdes. Eugenia xanthoxyloides ingår i släktet Eugenia och familjen myrtenväxter. Inga underarter finns listade i Catalogue of Life.